# Rebekka Corcodel
Rebekka Corcodel (* 1996 in Lüneburg) ist eine deutsche Schauspielerin.

## Leben
Nach ihrem Abitur nahm Corcodel Schauspiel- und Musicalunterricht an der Stage School Hamburg.
2017 und 2018 spielte Corcodel in München in über 200 Aufführungen des Musicals Fack ju Göhte von Stage Entertainment die Chantal.

## Filmografie (Auswahl)
- 2017: Morden im Norden (Rolle: Pia in Staffel 5, Episode 6: Kinderherz)
- 2020: Rote Rosen (Rolle: Denise Heuer in den Folgen 3229 bis 3235 und Folge 3320)[2]

## Theater
Theater in der Marzipanfabrik, Hamburg
- 2017: Geschlossene Gesellschaft (Rolle: Estelle, Regie: Thorsten Diehl)
- 2017: Wintermärchen (Rolle: Hermione, Regie: Thorsten Diehl)

Werk 7 Theater München
- 2017–2018: Fack ju Göhte-the musical Rolle: Chantal, Regie: Christoph Drewitz[3][4]

Galli Theater Berlin
- 2019–2020: Kriminalkomödie, Harry Hadderhai (Rollen: Sara, Herta, Jeannette, Regie: Reiner Eckhardt)[5]
- 2019–2020: Aladdin (Rolle: Prinzessin Jasmin, Regie: Rainer Eckhardt; auch im Theater 28, Berlin)
- 2019–2020: Die kleine Seejungfrau (Rolle: Die Seejungfrau, Regie: Rainer Eckhardt; auch im Jagdschloss Grunewald)

## Auftritte
- 2019: Gefängnisausbruch, Warenhaus, Inquisition, Feuer, Impro-Theater, Hamburg Dungeon
- 2020: Bewegte Leben, Lesung biographischen Auszüge von Frauen, Szenische Lesung, diversu e.v.